# 高敏 (1955年)
高敏（1955年6月—），男，山东临沭人，中华人民共和国政治人物。

## 生平
1976年12月加入中国共产党。2005年6月，出任中共玉环县委书记，2008年4月离职。2008年1月，担任台州市人民政府副市长。